# Erymophyllum ramosum
Erymophyllum ramosum là một loài thực vật có hoa trong họ Cúc. Loài này được (A.Gray) Paul G.Wilson mô tả khoa học đầu tiên năm 1989.